# Catalogue des femmes
Le Catalogue des femmes (en grec ancien : Γυναικῶν κατάλογος / Gunaikôn katálogos, en latin : Catalogus feminarum) est un poème épique partiellement perdu de la Grèce antique. Il est également connu sous le nom d’Éhées ou Éées (du grec ancien : Ἠοῖαι / Ēoîai ou Ἢ οἷαι / Ḕ hoîai, pluriel de ἢ οἵη / ḕ hoíē, « Ou telle que… », formules qui introduisent de nombreuses strophes du poème). Le Catalogue retraçait la généalogie d'héroïnes mythologiques célèbres et de leurs descendants, mêlant dieux et mortels. Il constitue une source importante pour l'étude des mythes grecs archaïques.

## Attribution

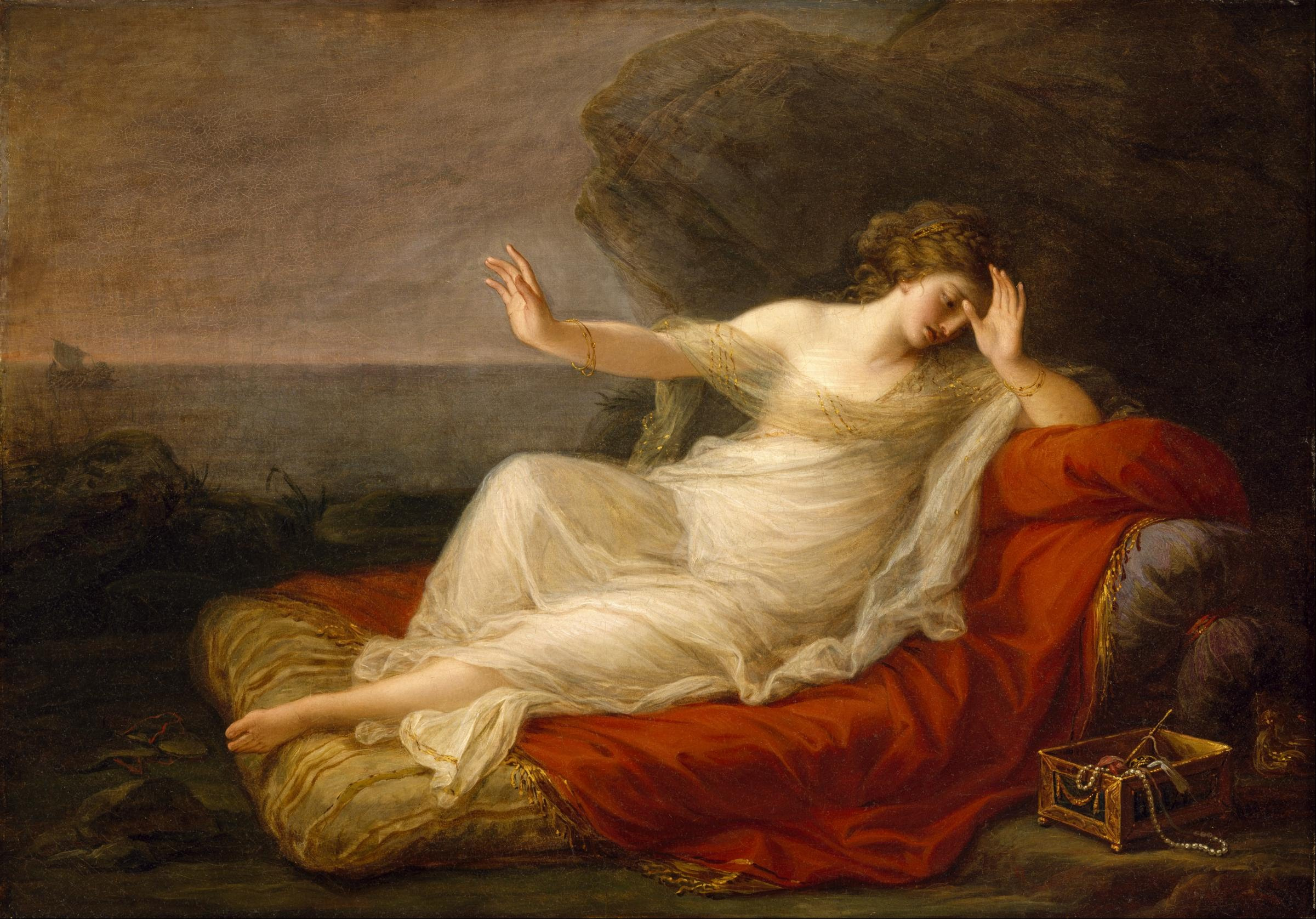
Ariane, une des femmes évoquées dans le Catalogue (fragment 76), représentée ici par Angelica Kauffmann en 1774.

L'œuvre est attribuée à Hésiode depuis l'Antiquité. En effet, on peut lire à la fin de la Théogonie ces vers qui semblent annoncer le Catalogue :

« Et maintenant, chantez d'une douce voix la tribu des femmes,
Muses de l'Olympe, filles de Zeus porte-égide. »

De plus, on considère généralement que les 54 premiers vers du Bouclier d'Héraclès (autre œuvre attribuée à Hésiode) sont tirés du Catalogue. Ces vers sont consacrés à Alcmène :

« Telle aussi, délaissant sa maison et la terre de son père,
Vint à Thèbes, pour suivre le vaillant Amphitryon,
Alcmène, fille d'Électryon qui rassemble les peuples […] »

Cependant le poème contient plusieurs références qui sont postérieures à l'époque où Hésiode a vécu (voir ci-dessous). Dans les faits, il n'y a aucune certitude sur l'auteur du texte.

## Datation
Richard Janko (en), un spécialiste de la langue épique grecque, suggère que le Catalogue est très ancien, pour des raisons de forme (essentiellement la morphologie du dialecte épique) : à peu près contemporain de la Théogonie d'Hésiode, soit dans le dernier quart du VIIe siècle av. J.-C. selon lui. Cependant deux datations basses ont été défendues : entre 506 et 476 av. J.-C. selon Jacques Schwartz, et entre 580 et 520 av. J.-C. pour M. L. West, en vertu de raisons tirées du fond et d'une autre approche, plus « littéraire », de la forme (l'allure « récente » du style formulaire utilisé). Le principal argument à ce type de fourchette chronologique est la référence à la ville de Cyrène (fr. 215 et 216 MW), qui fut fondée en 631 av. J.-C. Mais d'un autre côté, West lui-même avance la date de 776 av. J.-C. pour certaines parties du poème.
Comme toujours avec les textes issus de la tradition orale (comme les épopées homériques), il est difficile de distinguer les différentes périodes de composition et de déterminer la date à laquelle la version que nous possédons a été finalisée. De plus, un poème dont l'essentiel de la composition a été achevé en 700 av. J.-C., mais qui n'a été fixé par écrit que vers 550 av. J.-C., a forcément connu des évolutions importantes d'une part (l'ajout de références à Cyrène, la modernisation du style formulaire, etc.), tandis que d'autre part certains éléments restaient inchangés (les points de morphologie archaïque).

## Composition
L'œuvre complète était divisée en cinq chants d'hexamètres dactyliques. Chaque chant pouvait compter jusqu'à 1000 vers. Le Catalogue n'était pas une épopée héroïque, à la façon de l’Iliade, même s'il en reprenait nombre de caractéristiques ; il s'apparentait plutôt au genre de l'épopée didactique.
Le poème ne nous est connu que sous forme fragmentaire, au travers de citations, scholies et morceaux de papyrus (voir papyrologie). Il reste cependant beaucoup mieux attesté que la plupart des autres œuvres « perdues » de l'époque (voir Cycle troyen) : les parties du texte original conservées représentent plus de 1 000 vers, soit plus que les autres poèmes hésiodiques « complets », Les Travaux et les Jours et la Théogonie.
Les références au Catalogue se font traditionnellement sous la forme d'un numéro de fragment : par exemple, « fr. 23(a) MW » désigne le fragment 23(a) de l'édition M(erkelbach) et W(est). Toutes les éditions possèdent leur propre numérotation, il est donc indispensable de préciser celle que l'on utilise. Le nombre de fragments varie selon les éditions, pour différentes raisons : on en compte près de 250 dans celle de Merkelbach et West (1967), qui sert de référence aujourd'hui, mais seulement 142 dans celle d'Hirschberger (2004), parce qu'elle se borne aux citations verbatim (les testimonies étant fournis dans son commentaire). Ce nombre n'est cependant pas significatif de la qualité de l'édition ; inversement, qu'une édition soit plus récente n'est pas non plus un gage de qualité si elle n'a pas reconsidéré les bases textuelles disponibles (papyrus, manuscrits et éditions des citateurs anciens).

## Contenu du poème
Le Catalogue était divisé en de nombreuses généalogies distinctes, bien que ces divisions et l'ordre dans lequel celles-ci était arrangées dans les quatre premiers chants fassent débat. Les généalogies les plus importantes sont celles des Éoliens, des Inachides, des Pélasgides et des Atlantides (descendants respectivement d'Éole, Inachos, Pélasgos et Atlas). Le style est similaire à celui qu'on retrouve chez Homère, par exemple dans la généalogie de Glaucos au chant VI de l'Iliade, celle d'Énée au chant XXI ou celle de Théoclymène au chant XV de l’Odyssée. Certains personnages n'ont droit qu'à une simple évocation, tandis que d'autres bénéficient d'une description plus complète, mentionnant les principaux mythes qui leur sont attachés. L'œuvre constitue finalement une mine d'informations très précieuses sur la mythologie grecque. On peut aussi noter de fortes ressemblances avec le catalogue d'héroïnes de la Nekuia d'Ulysse (Odyssée, XI).
Le cinquième chant était différent des précédents, et constituait peut-être à l'origine une œuvre à part : il contenait un catalogue des prétendants d'Hélène, long de près de 200 vers, semblable dans son style au Catalogue des vaisseaux (chant II de l'Iliade), et probablement rattaché à un récit des origines de la guerre de Troie (peut-être même introduisant directement les Chants cypriens).

## Réception et influence
Comme remarqué ci-dessus, le poème présente de nombreuses ressemblances avec certains passages d'Homère. Ceci implique qu'ils appartenaient à un même genre et respectaient les mêmes règles : le Catalogue n'était pas une œuvre isolée, mais se rattachait à une vieille tradition de généalogie épique.
Le Catalogue fut très influent dans la période hellénistique. La Bibliothèque du Pseudo-Apollodore semble avoir été largement modelée sur lui, donnant de précieuses indication sur sa structure. L'œuvre était largement répandue : en Égypte, des archéologues ont retrouvé des fragments de papyrus d'au moins 52 copies différentes du Catalogue, soit plus que pour la plupart des autres œuvres (excepté les épopées homériques), attestant de sa très grande popularité.
On ignore quand le poème a cessé d'être lu. Aucune copie intacte n'a été conservée au cours du Moyen Âge, il n'y a donc pas de lien direct entre le Catalogue et les catalogues de femmes médiévaux comme le De mulieribus claris de Boccace (1361) ou La Cité des dames de Christine de Pisan (1405). La reconstitution de l'œuvre, effectuée à partir de citations d'autres auteurs classiques, débuta avec la philologie classique du XIXe siècle : la première édition est donnée par Thomas Gaisford dans ses Poetae minores Graeci de 1823 ; puis en 1825, Ludwig August Dindorf publie son Hesiod. Les principales éditions critiques dont on dispose aujourd'hui sont celles d'Aloys Rzach (1913) et R. Merkelbach et M. L. West (1967 et 1990) ; celle plus récente de Martina Hirschberger (2004) n'est pas fondée sur une collecte indépendante des données et n'inclut d'apparat que pour les modifications textuelles qu'elle introduit.

#### Éditions
- Consulter la liste des éditions de cette œuvre .

#### Études
- (en) Richard Janko, Homer, Hesiod and the Hymns. Diachronic Development in Epic Diction, London/New York/Melbourne etc., Cambridge University Press, 1982, 322 p. (ISBN 0-521-23869-2)
- (en) M. L. West, The Hesiodic Catalogue of Women : Its Nature, Structure and Origins, Oxford, Oxford University Press, 1985, 193 p. (ISBN 0-19-814034-7)
- (en) R. Hunter (dir.), The Hesiodic Catalogue of Women : Constructions and Reconstructions, Cambridge, Cambridge University Press, 2005, 349 p. (ISBN 0-521-83684-0)
- Marie-Christine Leclerc, La Parole chez Hésiode, Paris, Les Belles Lettres, p. 1993
- Suzanne Saïd, Monique Trédé et Alain Le Boulluec, Histoire de la littérature grecque, Paris, Presses universitaires de France, coll. « Premier Cycle », 1997 (ISBN 2130482333 et 978-2130482338).